# Mildred Fizzell
Mildred Fizzell (* 12. Juni 1915 in Toronto, Ontario; † 11. November 1993 ebenda) war eine kanadische Leichtathletin.
Bei den Olympischen Spielen 1932 in Los Angeles gewann die Sprinterin die Silbermedaille in der 4-mal-100-Meter-Staffel zusammen mit ihren Teamkolleginnen Lillian Palmer, Mary Frizzell und Hilda Strike hinter dem Team aus den Vereinigten Staaten und vor dem Team aus dem Vereinigten Königreich.